# Стабіо
Стабіо (італ. Stabio) — громада  в Швейцарії в кантоні Тічино, округ Мендрізіо.

## Географія
Громада розташована на відстані близько 170 км на південний схід від Берна, 39 км на південь від Беллінцони.
Стабіо має площу 6,2 км², з яких на 35,4% дозволяється будівництво (житлове та будівництво доріг), 33,9% використовуються в сільськогосподарських цілях, 28,9% зайнято лісами, 1,8% не є продуктивними (річки, льодовики або гори).

## Демографія
2019 року в громаді мешкало 4510 осіб (+3,9% порівняно з 2010 роком), іноземців було 23%. Густота населення становила 733 осіб/км².
За віковим діапазоном населення розподілялося таким чином: 20,5% — особи молодші 20 років, 59,6% — особи у віці 20—64 років, 19,9% — особи у віці 65 років та старші. Було 1886 помешкань (у середньому 2,4 особи в помешканні).
Із загальної кількості 6193 працюючих 37 було зайнятих в первинному секторі, 3106 — в обробній промисловості, 3050 — в галузі послуг.